# Rostock

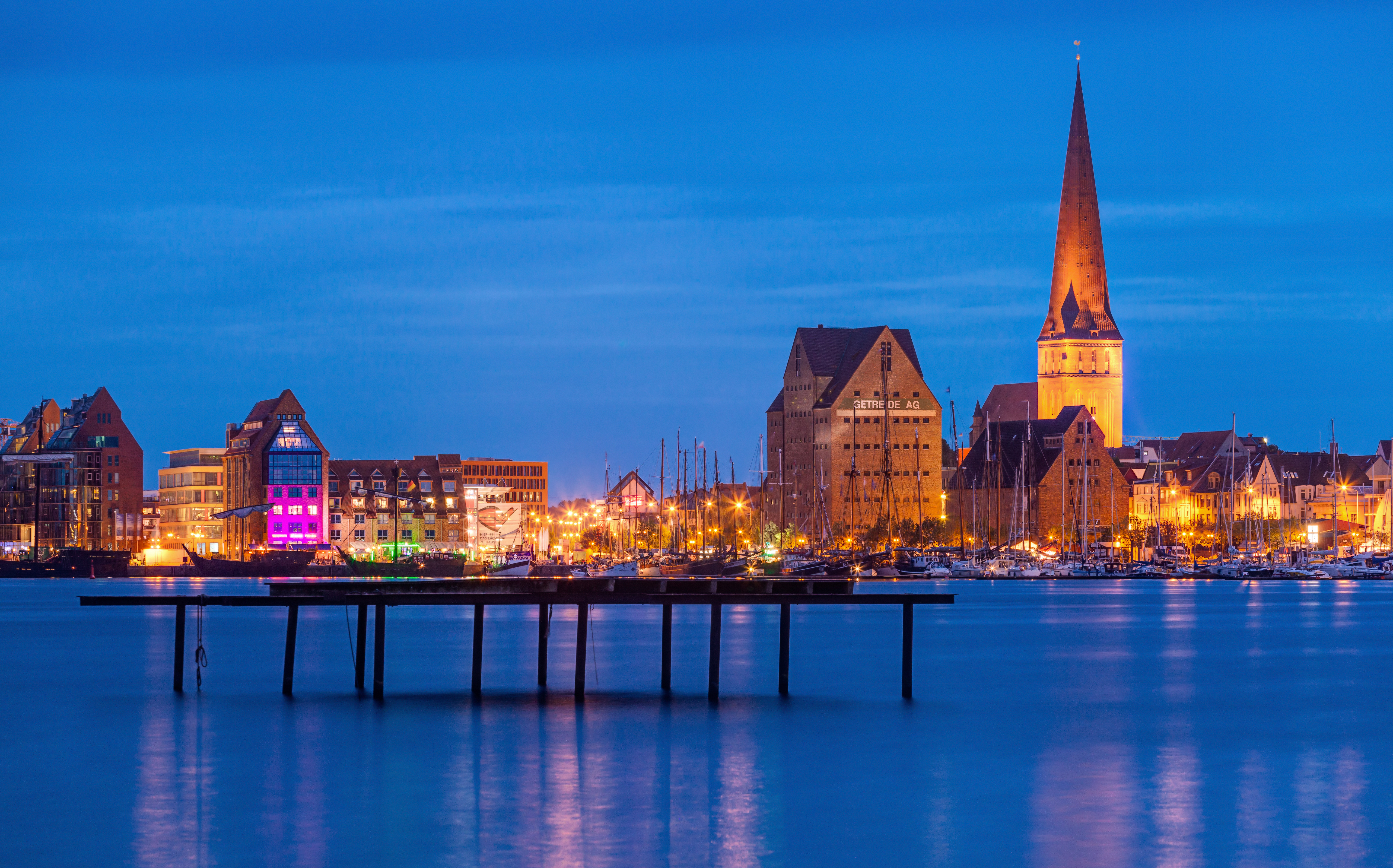
Rostock

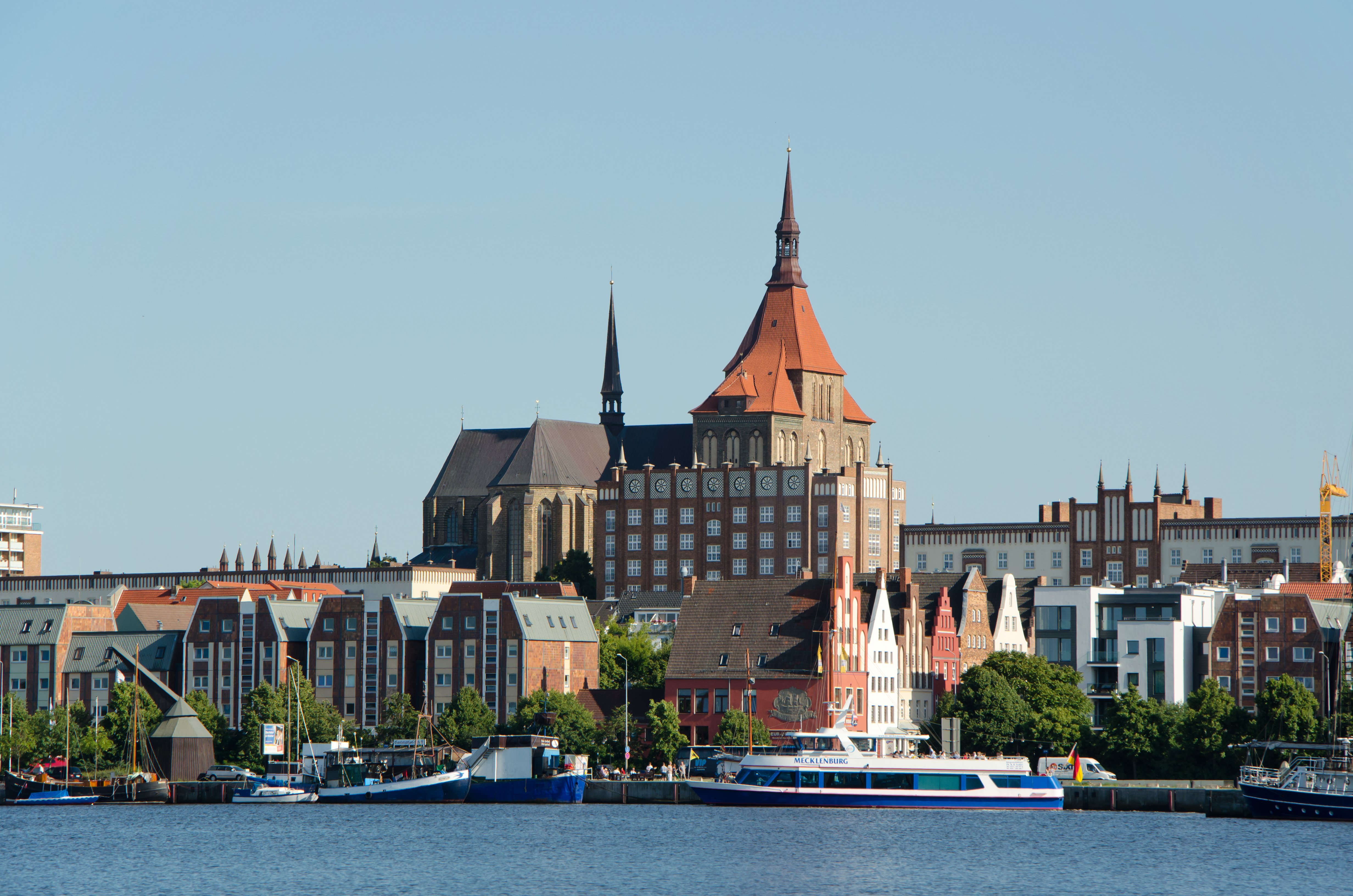
Iglesia de Santa María

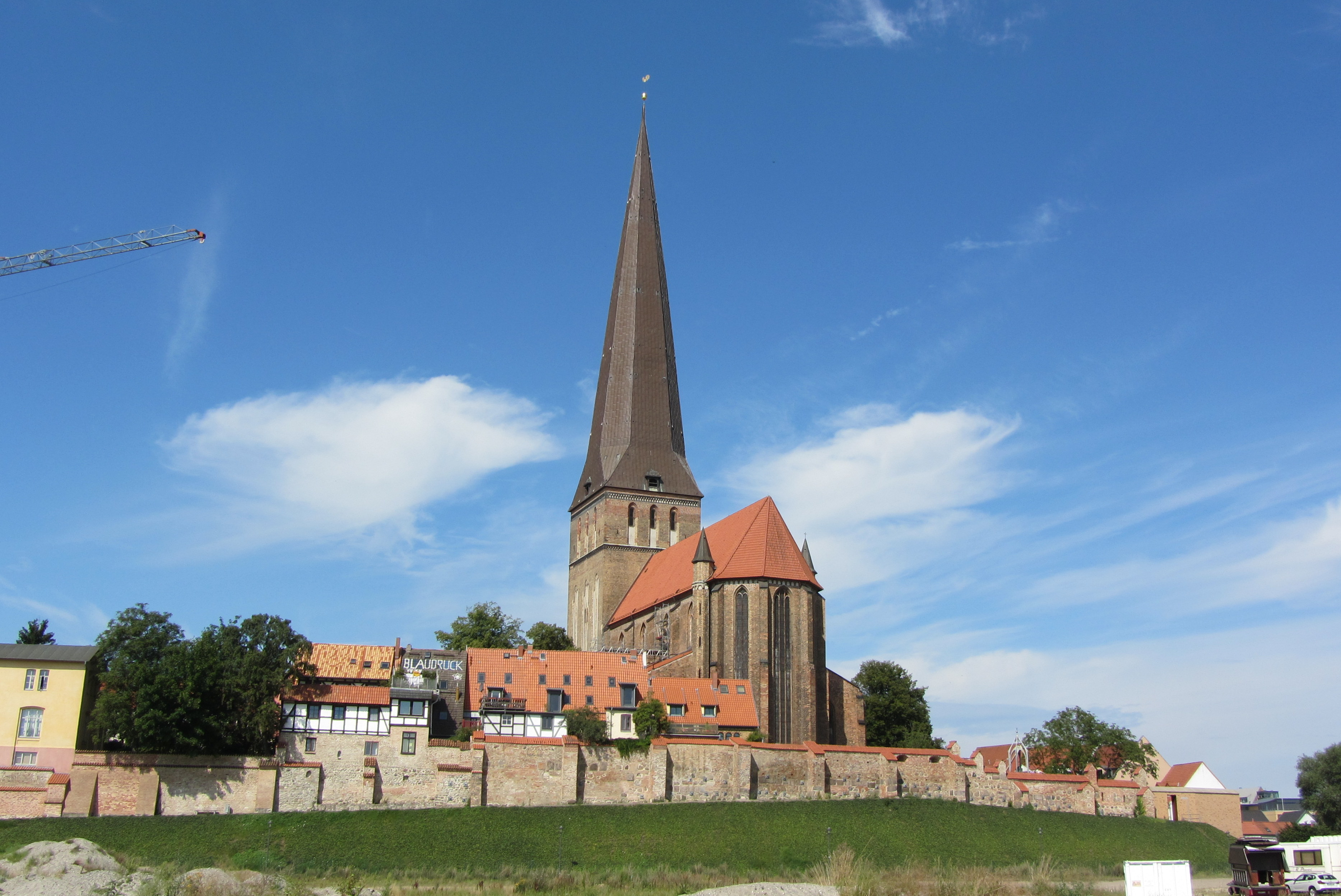
Iglesia de San Peter

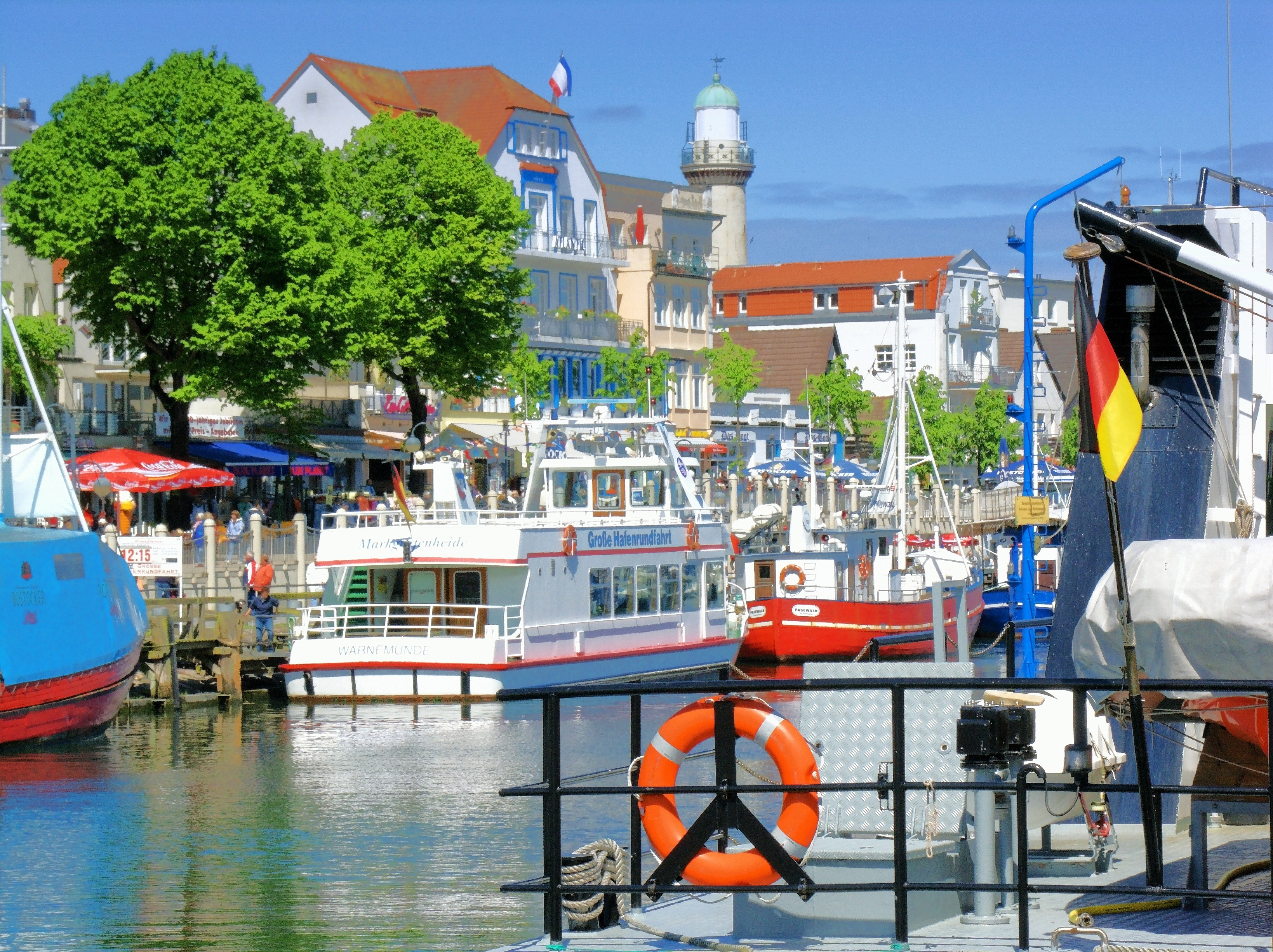
Resort de arnemünde

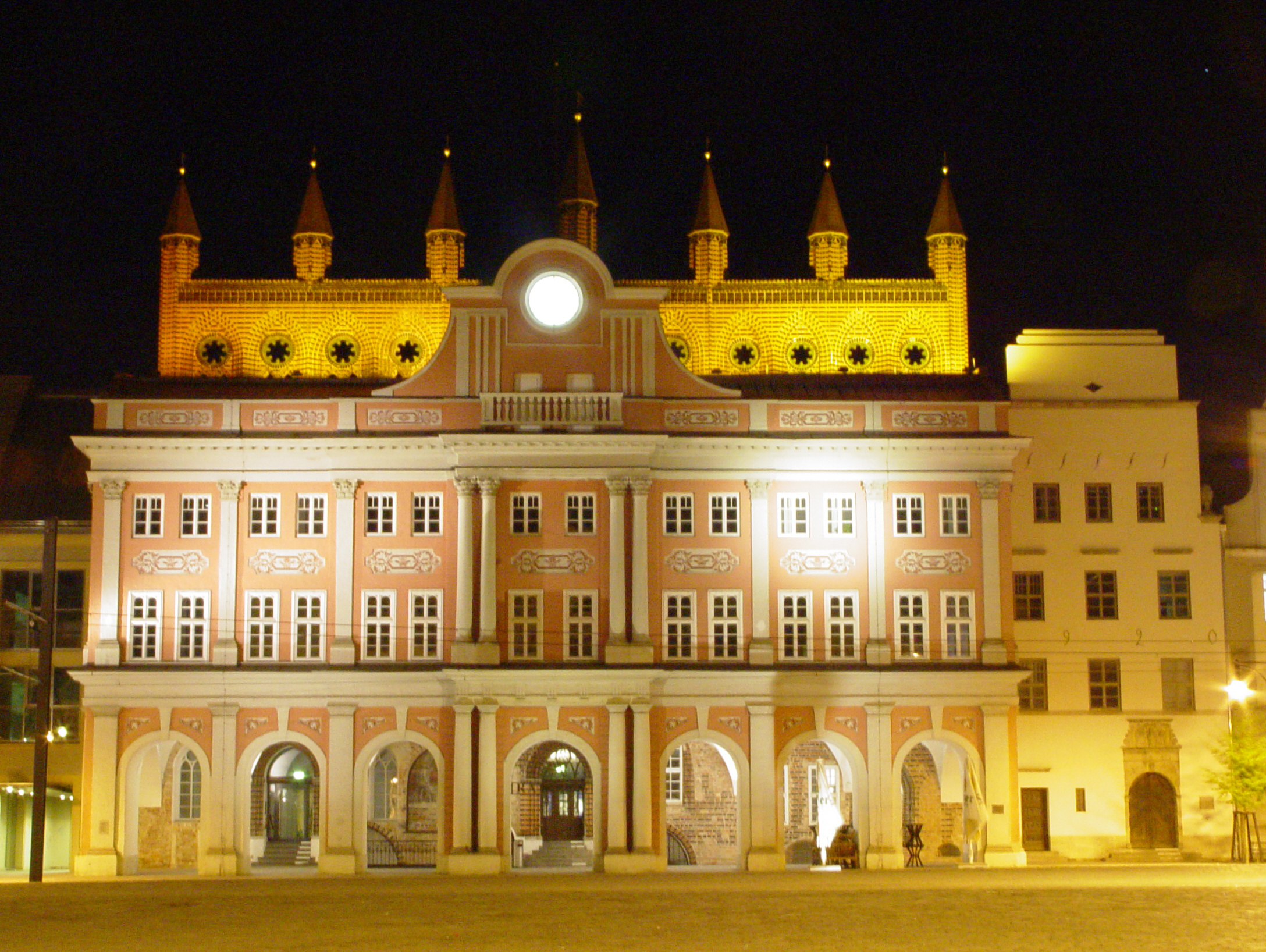
Ayuntamiento

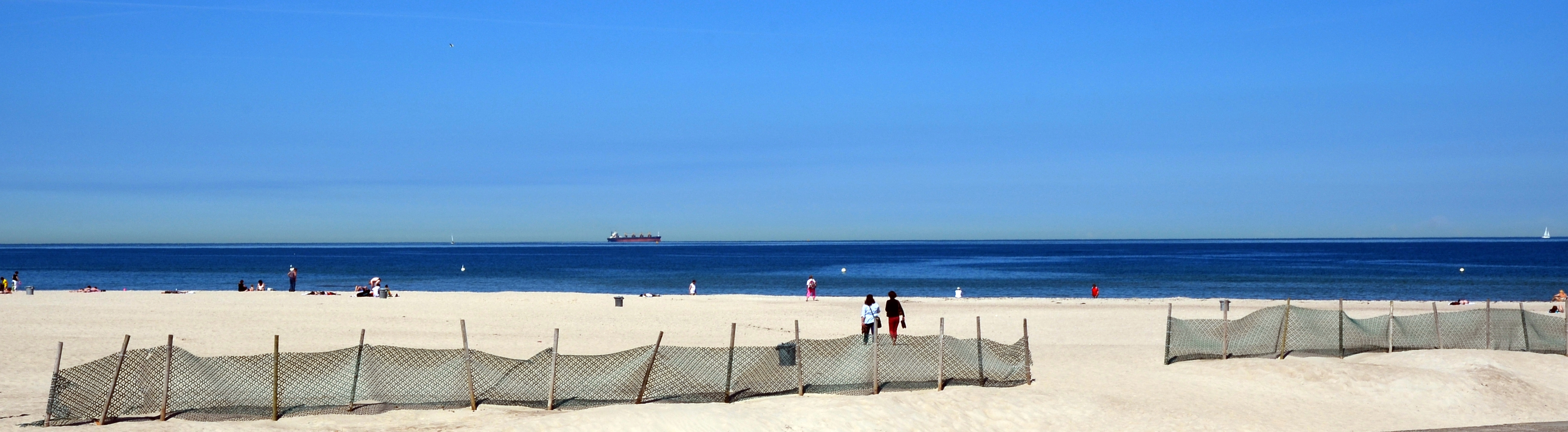
Playa de Warnemünde

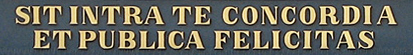
Lema : Dentro de tus muros puede haber armonía y felicidad (en latín)

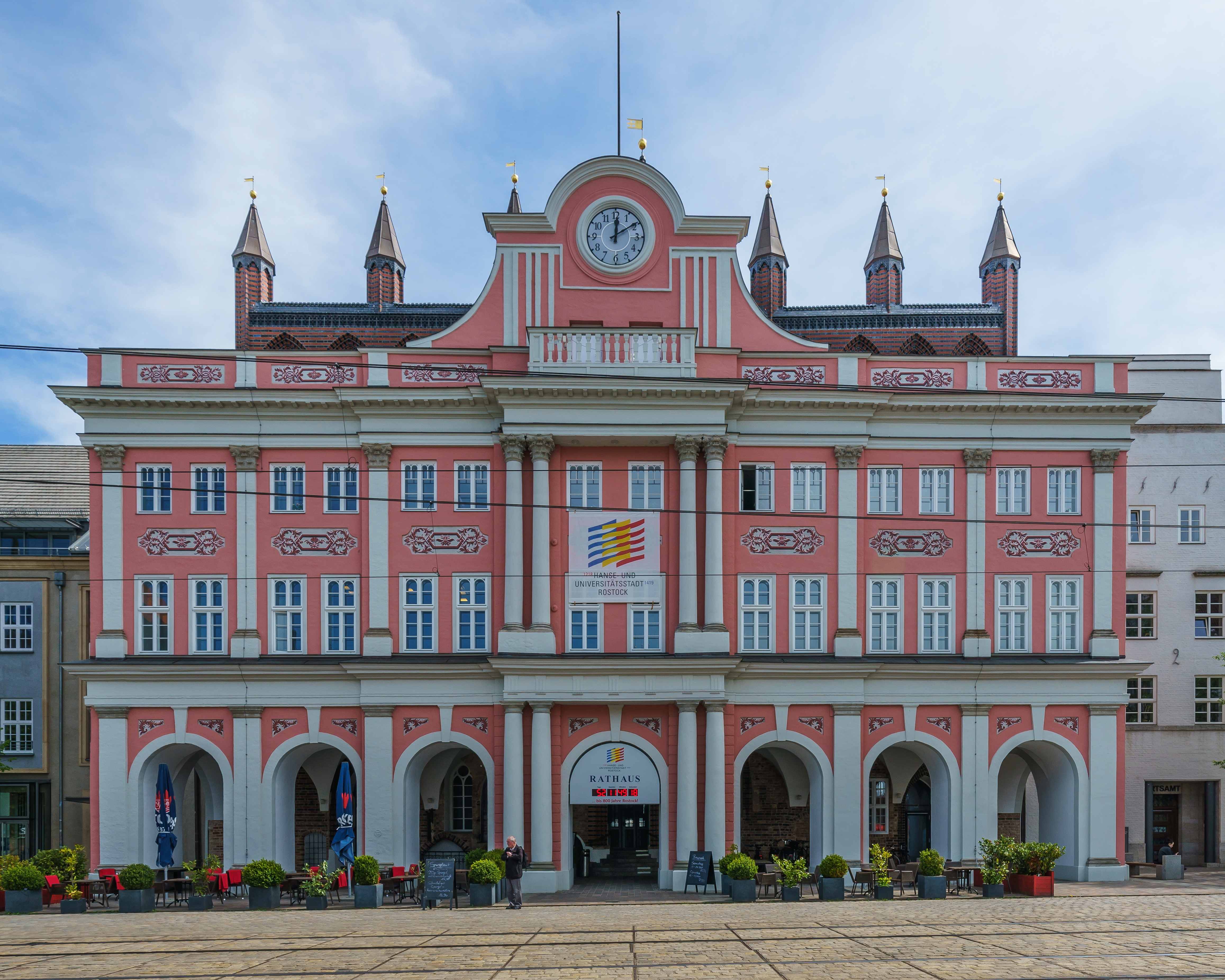
Ayuntamiento de Rostock restaurado, una mezcla de arquitectura barroca y gótica de ladrillo.

Resultados de la segunda vuelta de las elecciones a la alcaldía de 2022.

Rostock ([ˈʁɔstɔk]ⓘ); Polabo: Roztoc) es una ciudad de Alemania, en el estado federado de Mecklemburgo-Pomerania Occidental, con 206 011 habitantes (2015), es la ciudad número 49 más grande y poblada de Alemania. Está ubicada a orillas del mar Báltico, en la desembocadura del río Warnow.
El municipio de Rostock incluye también el balneario de Warnemünde. El transporte marítimo, la construcción naval y el comercio marcan la vida en esta ciudad, que vivió su edad de oro en los siglos XIII y XIV. Así lo atestiguan las lujosas casas de los mercaderes y las iglesias de ladrillo de la época.

## Historia
La historia de la ciudad comenzó alrededor del año 1200, con el establecimiento de comerciantes alemanes, y como ciudad hanseática mantuvo amplias relaciones comerciales con el norte, el este y el oeste de Europa. El estuario del río Warnow, a cuyas orillas se encuentra la ciudad, representaba el emplazamiento ideal para una ciudad y puerto comercial. En el siglo XIV formaba parte de las ciudades hanseáticas en las guerras de su dominio báltico contra Dinamarca; en ella se firmó en 1362 el alto el fuego preliminar con Dinamarca, después del debacle de la Batalla de Helsingborg. En la guerra contra la Unión de Kalmar medio siglo después, Rostock, que junto a las demás ciudades wendas había enviado su flota para proteger a los barcos mercantes de la Liga de ataques daneses tras la implementación de los peajes del Sund, firmó en 1430 junto a las demás ciudades de la Hansa pomerana un acuerdo de paz con el rey danés Erico de Pomerania, quedándose por ende fuera de la contienda. 
En 1419 se fundó en la ciudad la primera universidad del norte de Europa. La prosperidad y la situación estratégica de la ciudad provocaron la envidia de los daneses y suecos, que la ocuparon dos veces: La primera durante la Guerra de los Treinta Años (1618-1648) y la segunda entre 1700 y 1721. Entretanto, un gran incendio había destruido buena parte de la ciudad (1677). La reactivación económica llegó con la industrialización a mediados del siglo XIX. Entonces contaba con la mayor flota mercante de toda la costa báltica. Sin embargo, este progreso se terminó de forma abrupta como consecuencia de la Primera Guerra Mundial (1914-1918) y de la depresión de los años treinta.

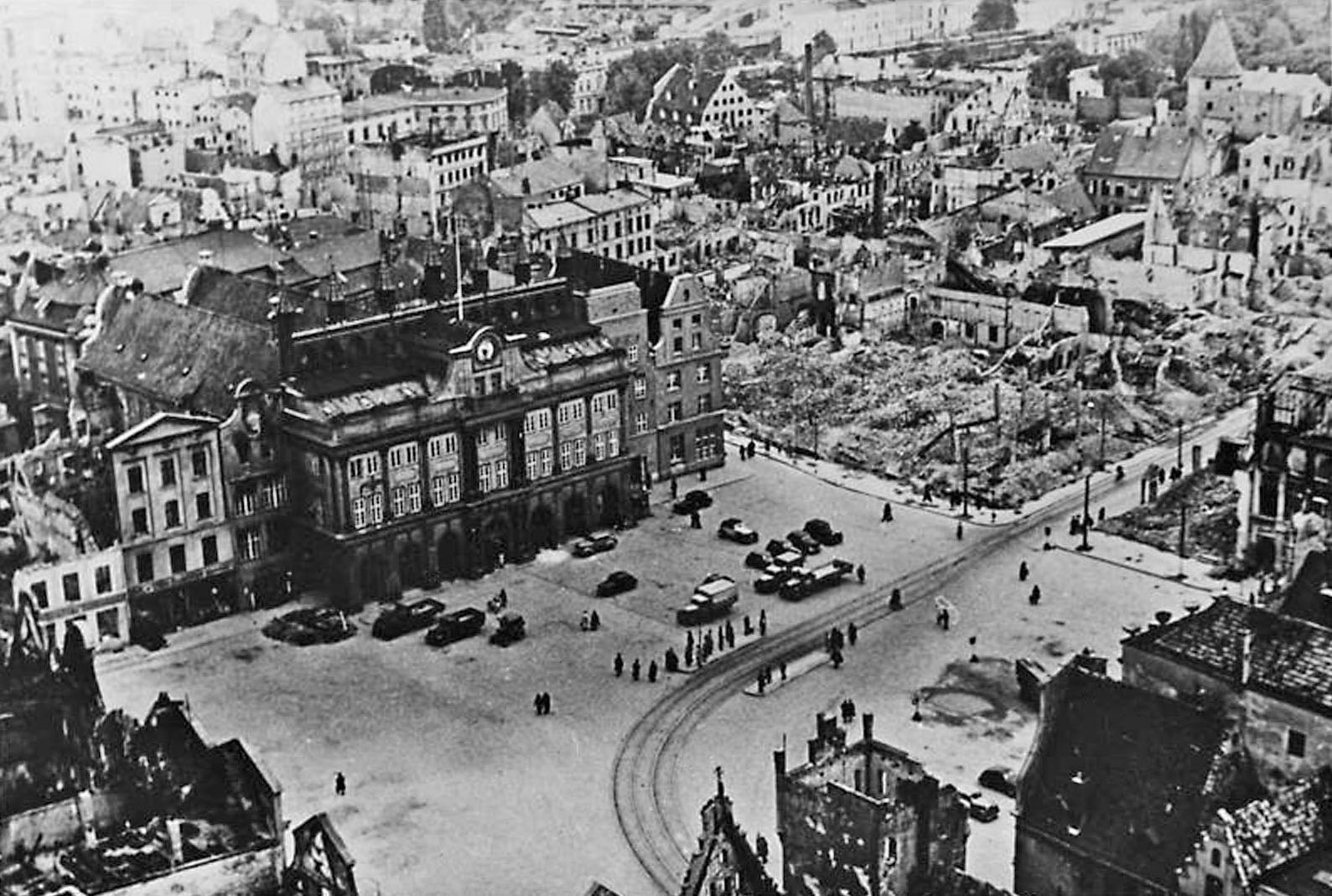
Bombardeo de Rostock.

Durante el periodo de la Alemania nazi, Rostock fue la sede de una potente industria aeronáutica y naval que proveía de armamento al ejército alemán. Los primeros aviones de reacción fueron desarrollados y probados en la ciudad. Los bombardeos estratégicos durante la Segunda Guerra Mundial, perpetrados por los aliados en 1942 con el objetivo de destruir el entramado industrial dejaron la ciudad casi completamente devastada.
Rostock ya era blanco de ataques aéreos de la Royal Air Force en 1940. Los bombardeos particularmente intensos golpearon la ciudad en las noches del 23 al 24 de abril y del 26 al 27 de abril de 1942 ("bombardeo de cuatro días"), en el que las fábricas de armas y el centro de la ciudad fueron el objetivo por igual. En ese momento, Rostock era la ciudad más severamente destruida en Alemania. El centro histórico de la ciudad se vio particularmente afectado. Los ataques aéreos siguieron en mayo y octubre de 1942, abril de 1943 y abril de 1944. Al final de la guerra, 2611 de las 10 535 casas quedaron completamente destruidas y 6735 sufrieron daños. Eso fue el 47,7 % de los apartamentos y el 42,2 % de los edificios comerciales. El Comando Británico de Bombarderos y la Eighth Air Force. Lanzaron un total de 2940 toneladas de carga de bombas sobre Rostock.
En 1945 fue tomada por el Ejército Rojo, y formó parte de la zona de ocupación soviética y, más tarde, de la República Democrática Alemana (RDA). Durante el periodo de la RDA, la ciudad fue considerada como el símbolo de la recuperación de la Alemania Oriental. Fue reconstruida en su práctica totalidad siguiendo la planta y el diseño previo a la guerra, y los edificios del casco antiguo fueron restaurados. En esta época, Rostock fue el principal puerto comercial de la RDA, y el comercio y la construcción naval centraban su economía.  
Tras la Reunificación de Alemania, la ciudad continúa siendo el motor económico del Estado de Mecklemburgo-Pomerania Occidental, si bien la capital se encuentra en la ciudad de Schwerin.
En agosto de 1992, la ciudad fue testigo del disturbios de Lichtenhagen cuando extremistas de derecha sitiaron un albergue de asilados vietnamitas. Tras dos días de asedio, el 24 de agosto terminaron por incendiar el edificio, ante la mirada de miles curiosos que aplaudieron lo que ocurría. Aproximadamente 150 personas pudieron ser rescatadas de las llamas y no hubo víctimas mortales.

## Política
Junto a Schwerin, Rostock es una de las dos ciudades independientes en Mecklemburgo-Pomerania Occidental. Como tal, Rostock también desempeña una función de distrito además de sus tareas como municipio.
La administración se divide en un área del alcalde y tres áreas del senado. El alcalde es responsable de las áreas del futuro, economía y principios, tres senadores trabajan en las áreas de finanzas, administración y orden, construcción y medio ambiente, así como asuntos sociales y juveniles, salud, escuela y deporte.

## Geografía

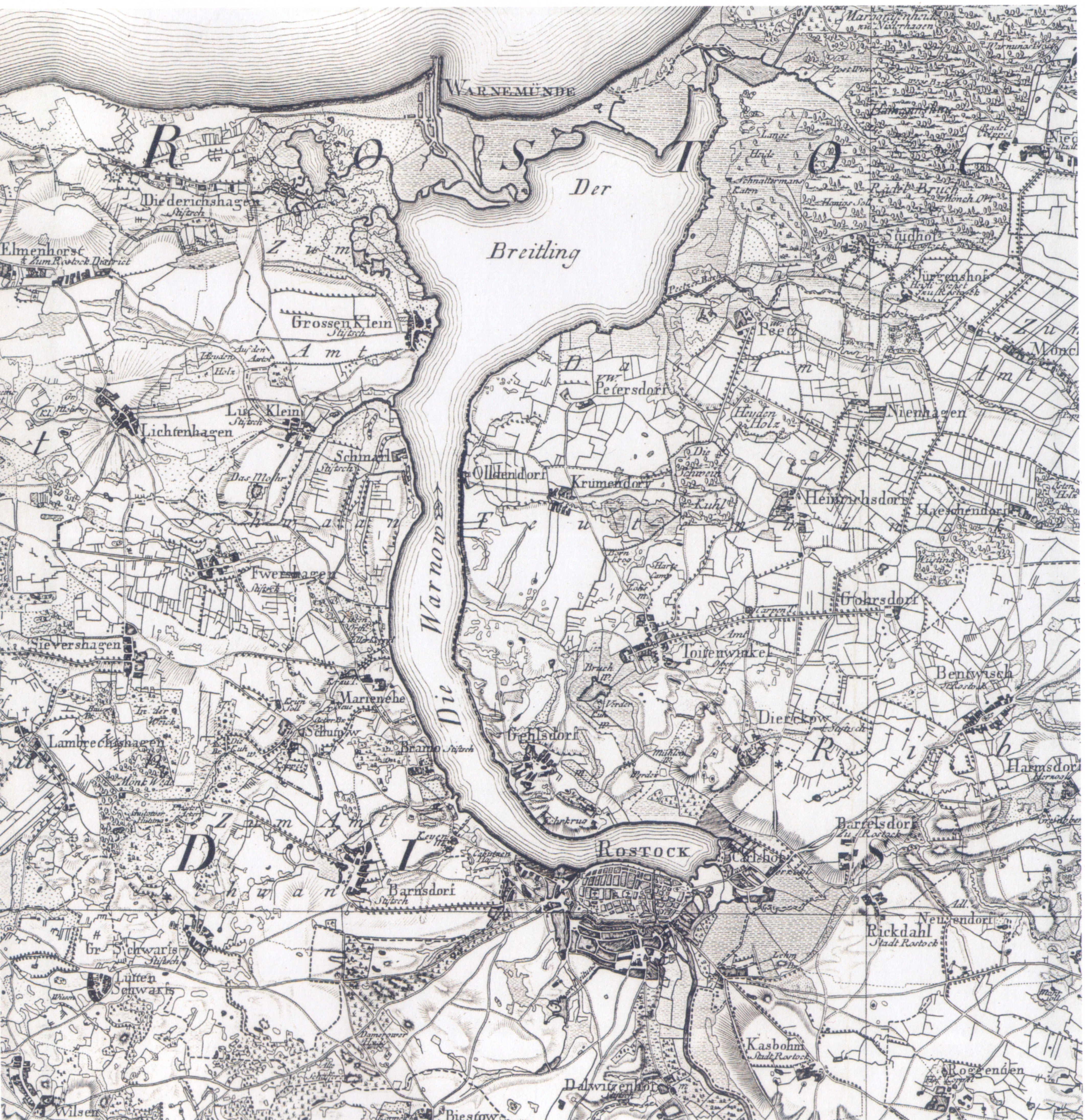
Mapa histórico de Rostock del año 1788, con el nombre antiguo de los antiguos distritos.

Divisiones modernas de Rostock

Rostock se encuentra aproximadamente en el centro norte de Mecklemburgo-Pomerania Occidental. El área urbana se extiende a ambos lados de los tramos más bajos del río Warnow que corre principalmente en dirección norte-sur, y solo en el área del centro de la ciudad de Rostock en dirección este-oeste. Cerca del centro de la ciudad de Rostock, el curso del río se ensancha a Unterwarnow, lo que explica el nombre de la ciudad ("ampliación del río"). Antes de desembocar en el mar Báltico en el distrito de Warnemünde, el Unterwarnow se ensancha más al este hasta el Breitling. Al sur se encuentra el puerto marítimo de Rostock.
| Noroeste: Warnemünde      |              | Nordeste: Stralsund        |
| Oeste: Bad Doberan        |              |                            |
| Suroeste: Wismar Schwerin | Sur: Güstrow | Sureste: Nuevo Brandeburgo |

## Demografía

### Evolución de la población
| Gráfica de evolución de Rostock entre 1378 y 2019 |
|                                                   |
| Fuente: DR                                        |

Dado que Rostock no creció más allá de sus fronteras durante mucho tiempo, la población permaneció constante desde la Edad Media hasta el siglo XIX con un máximo de 11 000 a 14 000 personas. Fue solo con la industrialización que comenzó a crecer rápidamente y en 1935 superó la marca de 100 000, haciendo de Rostock una ciudad. En 1940, la población aumentó a 129 500. Debido a la Segunda Guerra Mundial, el número de habitantes cayó a la mitad en mayo de 1945, pero luego aumentó rápidamente con la inmigración de los expulsados alemanes de las provincias orientales.

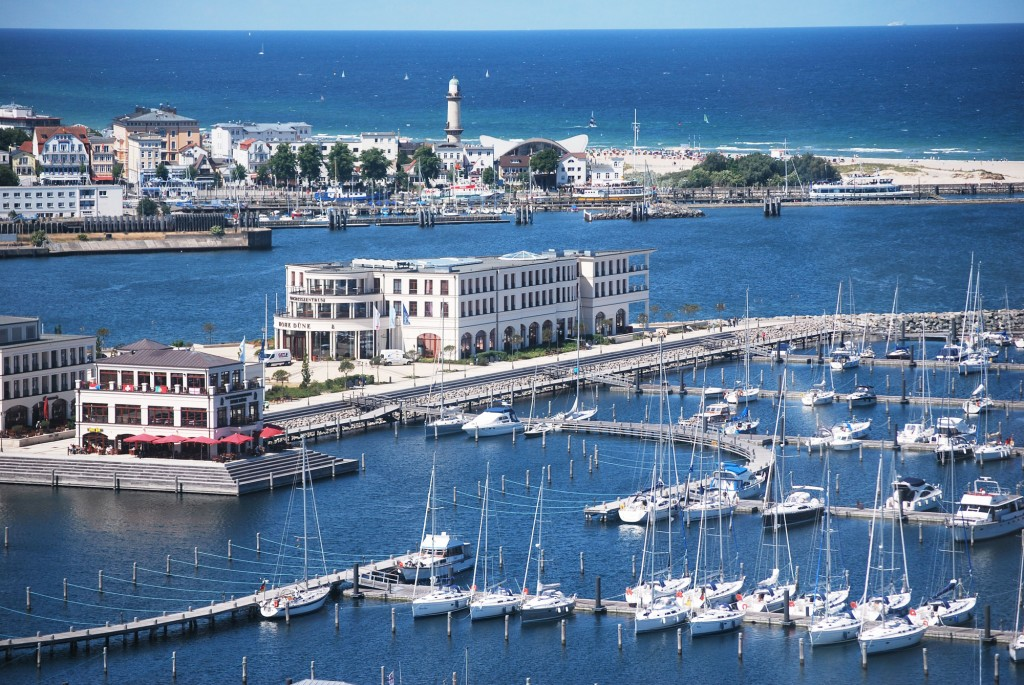
Marina Yachthafenresidenz Hohe Düne, Rostock.

En 1971 se superó el número de 200 000 habitantes. En 1988, la población de la ciudad alcanzó un máximo de alrededor de 254 000. Después de la caída del muro de Berlín, la ciudad perdió el 22 por ciento de sus residentes debido al alto desempleo, el traslado de muchos residentes al área circundante y la disminución de los nacimientos con 55 000 personas. En 2007, la población de Rostock aumentó nuevamente a más de 200 000 personas; A mediados de 2012, la población aumentó a 204 320 residentes con su residencia principal en Rostock. En el curso del crecimiento de la población, la importancia del mercado inmobiliario y, en particular, el mercado inmobiliario en Rostock y su región regiopolística está aumentando, los precios de alquiler y propiedades están aumentando constantemente en áreas residenciales atractivas, como los suburbios urbanos y las colonias residenciales. Además, se están construyendo nuevas áreas en muchos lugares del área urbana.

### Religión
En 2018, de los 209 085 habitantes, 20 531 (9,8 %) eran protestantes, 6810 (3,3 %) eran católicos y 181 744 (86,9 %) no tenían ninguna confesión. Un año antes, de los 208 156 habitantes, 20 760 (10,0 %) eran protestantes y 6770 (3,3 %) eran católicos, y 180 906 (86,7 %) no tenían o ninguna confesión. La gran mayoría de los habitantes de la ciudad no son confesionales. Las poblaciones protestantes y católicas han crecido desde 1993, mientras que la población total se ha reducido.

## Economía
Rostock, al igual que la mayor parte de la antigua RDA, ha vivido una dispar progresión económica, si bien la situación ha mejorado globalmente. No obstante, la región ostenta uno de los niveles de riqueza más bajos del país a pesar de las constantes subvenciones del gobierno federal y de la Unión Europea.
La localidad costera de Warnemünde posee una bien desarrollada industria turística que aprovecha la suavidad del clima durante el verano, las kilométricas playas de arena blanca y los bosques que rodean la ciudad.

## Transportes

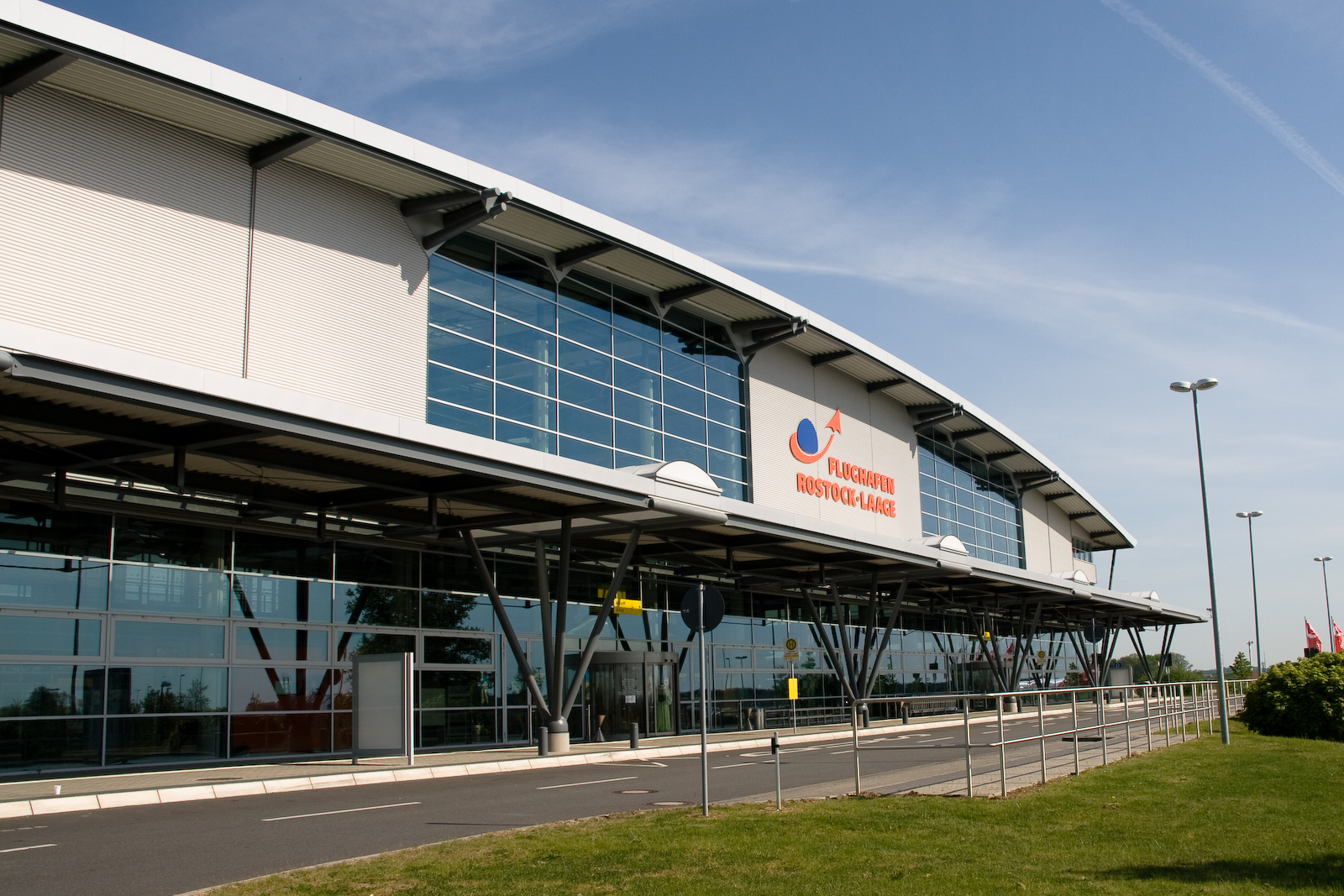
Aeropuerto de Rostock-Laage.

En 1881 entró en funcionamiento el primer tranvía tirado por caballos con vagones sobre rieles. Había tres rutas diferentes desde el principio. En 1904 entró en funcionamiento el primer tranvía eléctrico de Rostocker Straßenbahn AG. En 1944, después de que la licencia expiró, el RSAG se convirtió en el tranvía de la ciudad de Rostock, que en 1951 dio origen a VEB Nahverkehr Rostock. 39 años después, se fundó Rostocker Straßenbahn AG (RSAG).
El aeropuerto de Rostock se encuentra en Laage, a unos 25 kilómetros al sureste. En 1993, se inició la aviación civil en el antiguo aeropuerto exclusivamente militar. A través de Rostocker Versorgungs- und Verkehrsholding GmbH (RVV), la ciudad hanseática tiene una participación del 54,1 % en la operación del aeropuerto.

## Educación

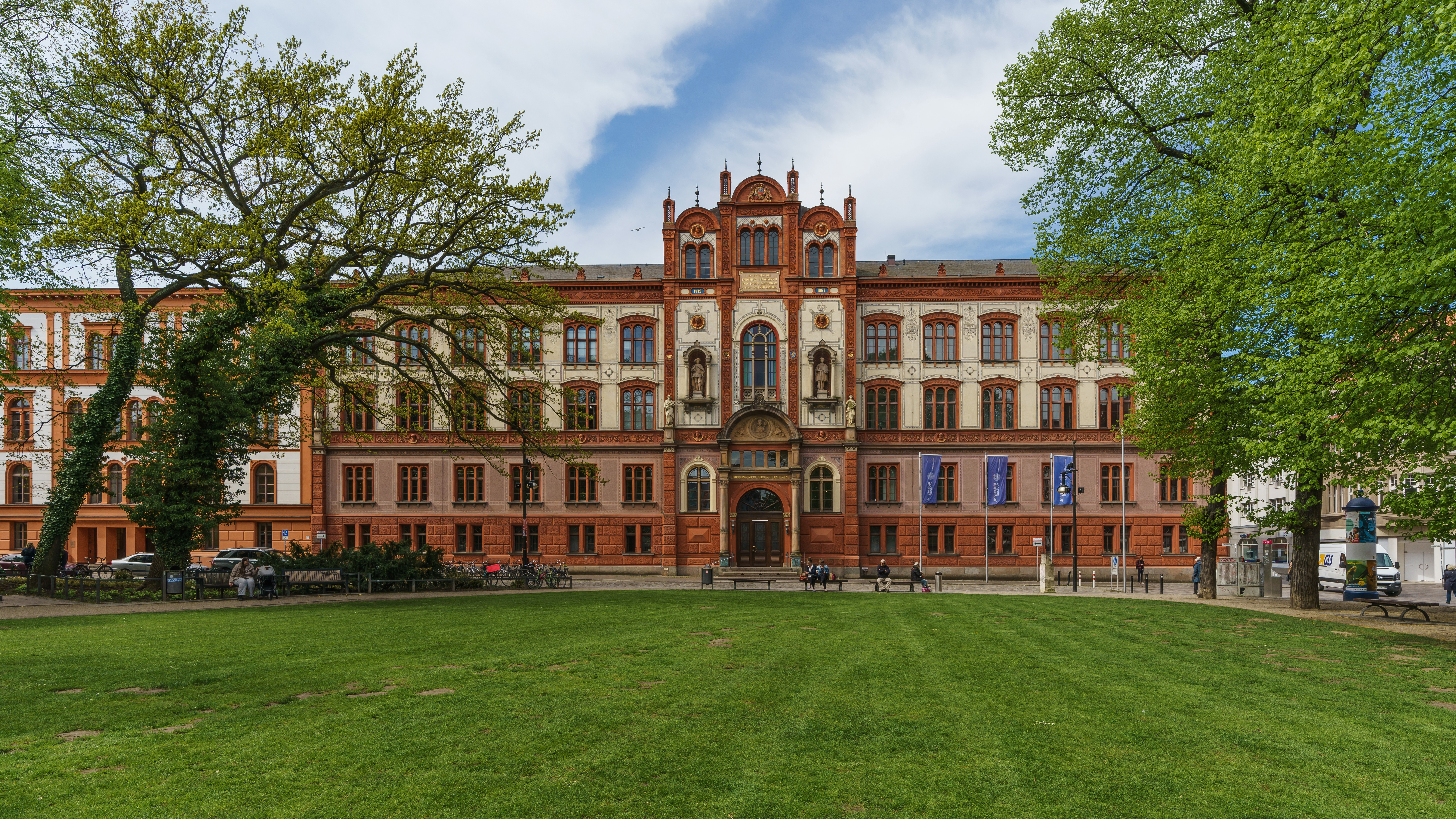
Universidad de Rostock.

La Universidad de Rostock es la universidad más antigua del norte de Europa y una de las más antiguas del mundo. Como curiosidad, fue la única universidad alemana en conceder el doctorado "honoris causa" a Albert Einstein.

## Cultura

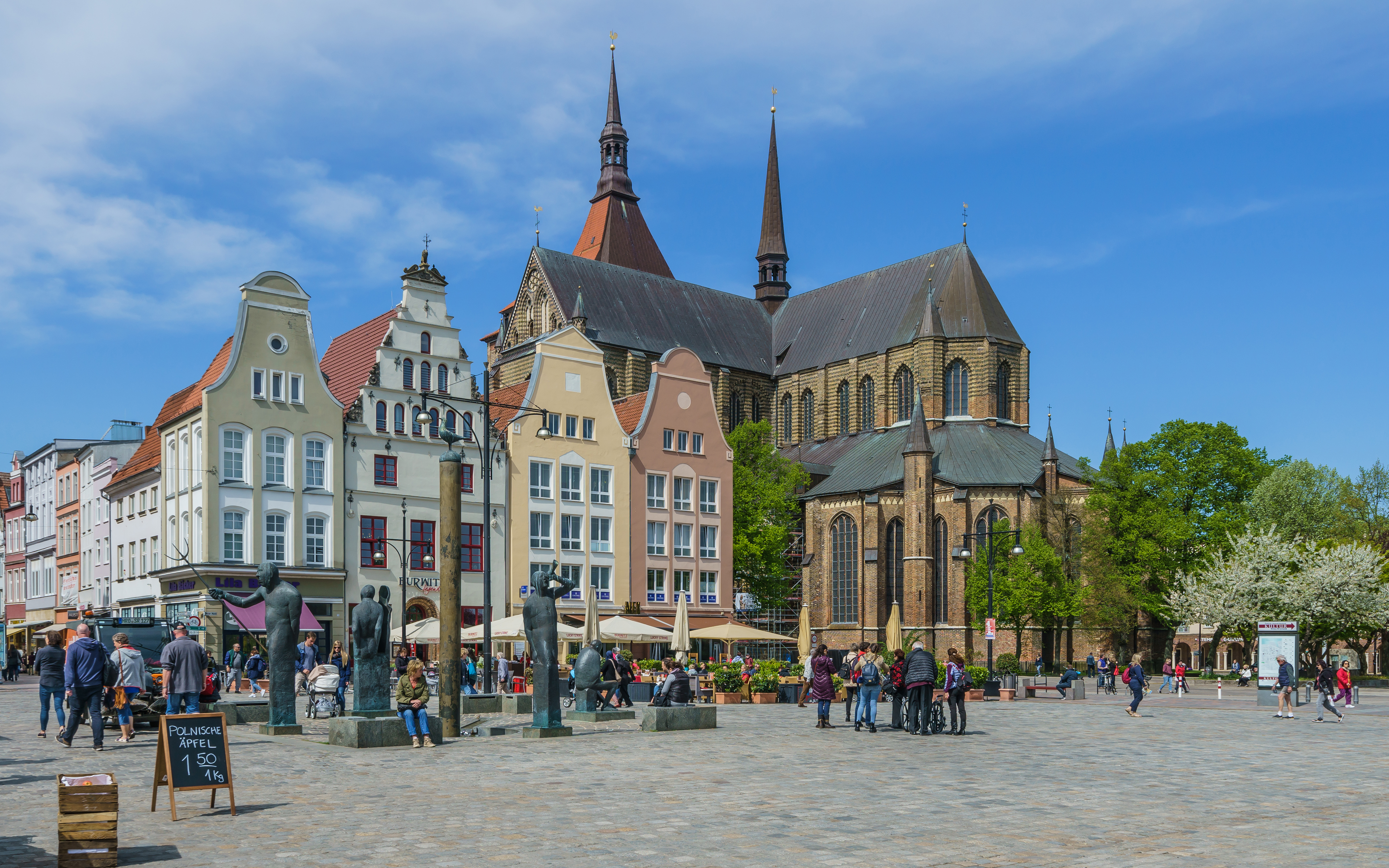
Centro de Rostock.

A pesar de toda la destrucción causada por el incendio de la ciudad de 1677 y los bombardeos de la Segunda Guerra Mundial, pero también la planificación urbana como resultado del crecimiento en el siglo XIX y durante la RDA, Rostock tiene una considerable cantidad de edificios antiguos y un centro histórico relativamente conservado. Particularmente notables son los edificios en el estilo de ladrillo gótico de la era hanseática. La ciudad conserva aún una parte de la muralla y las torres de la época medieval (Kuhtor, Kröpeliner Tor, Steintor), así como un convento medieval que ha sido habilitado como museo de la ciudad (Kloster zum Heiligen Kreuz).
La iglesia de Santa María (St. Marien Kirche) posee en funcionamiento uno de los relojes astronómicos más antiguos del Norte de Europa. La Iglesia de San Pedro (St. Petri Kirche) tiene una torre de 117 m de altura desde la que se contempla toda la ciudad.
El zoológico de Rostock fue construido en 1899 y ocupa una superficie total de 56 hectáreas en el bosque de Barnstorf, en el suroeste de la ciudad. Cuenta con aproximadamente 4500 animales y 320 distintas especies, lo que le convierte en el zoológico más grande de la costa báltica alemana.

## Deportes
Numerosos ciclistas profesionales son originarios de Rostock: Jan Ullrich, André Greipel, Paul Voss, y Paul Martens.
| Equipo           | Deporte   | Competición            | Estadio            | Creación |
| ---------------- | --------- | ---------------------- | ------------------ | -------- |
| FC Hansa Rostock | Fútbol    | Regionalliga Nordost   | DKB-Arena          | 1965     |
| HC Empor Rostock | Balonmano | 2. Handball-Bundesliga | Stadthalle Rostock | 1954     |

## Galería

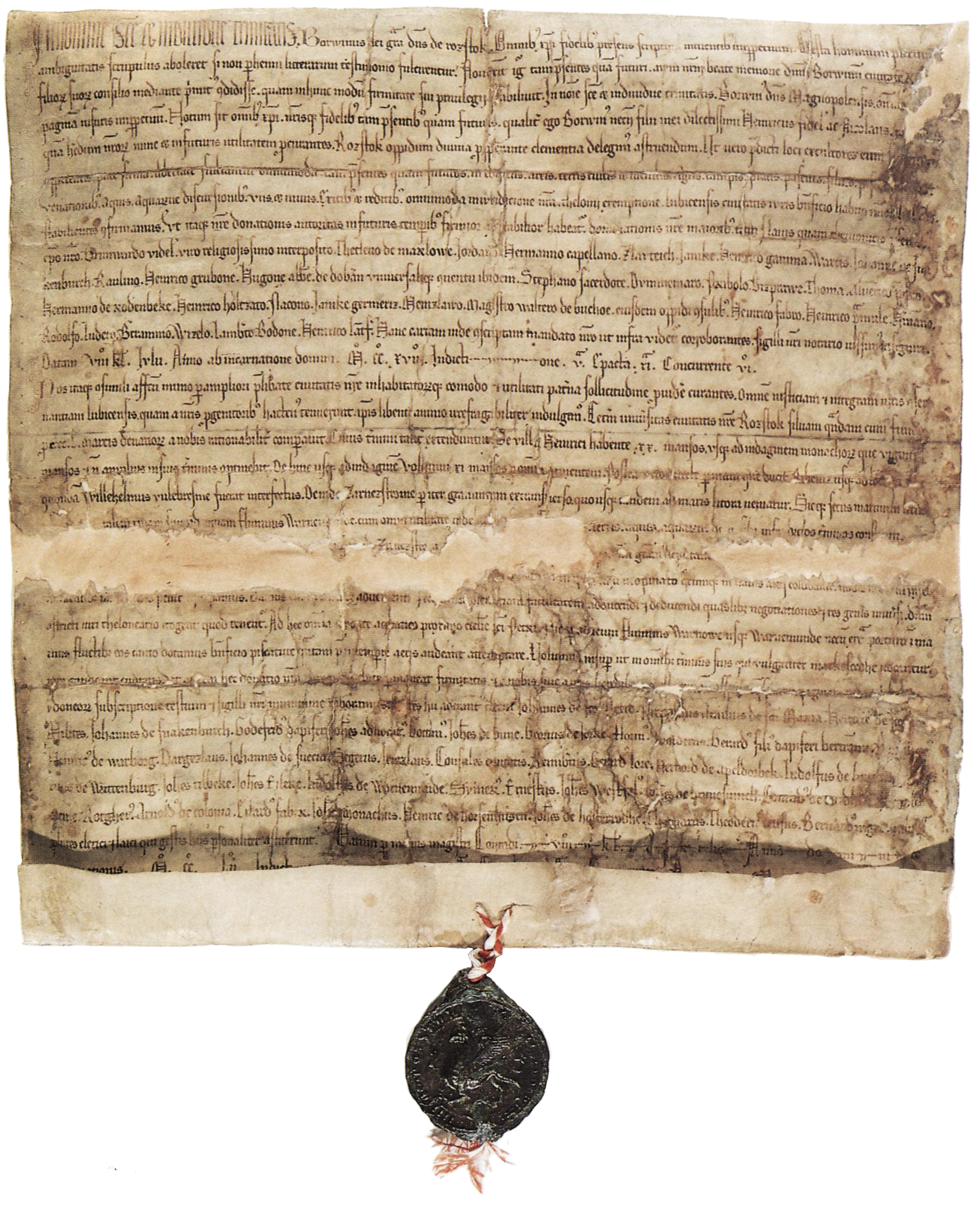
En 1218, Heinrich Borwin, príncipe de Mecklemburgo, concedió a Rostock los derechos de ciudad legal de Lübeck .
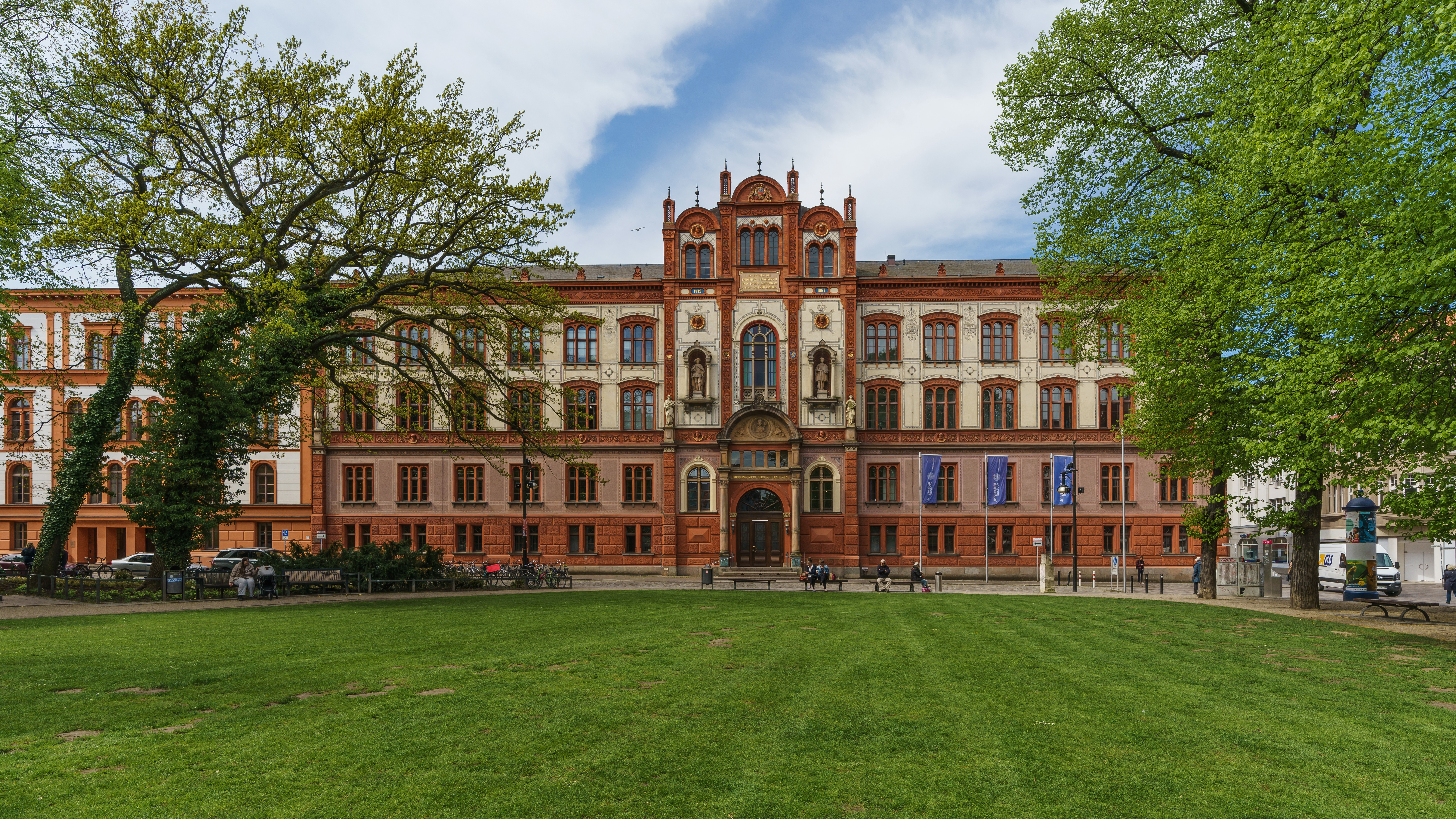
Universidad de Rostock, la universidad más antigua del norte de Europa continental y de la zona del Mar Báltico, fundada en 1419.
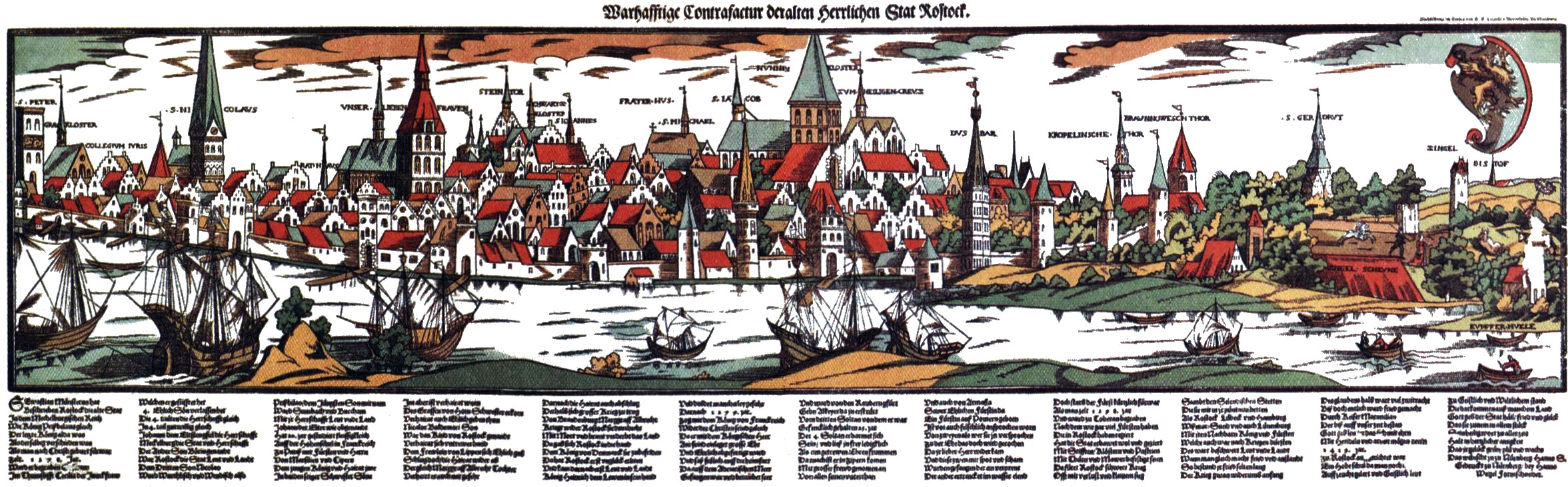
Rostock en el Siglo XVII (1550-1560)
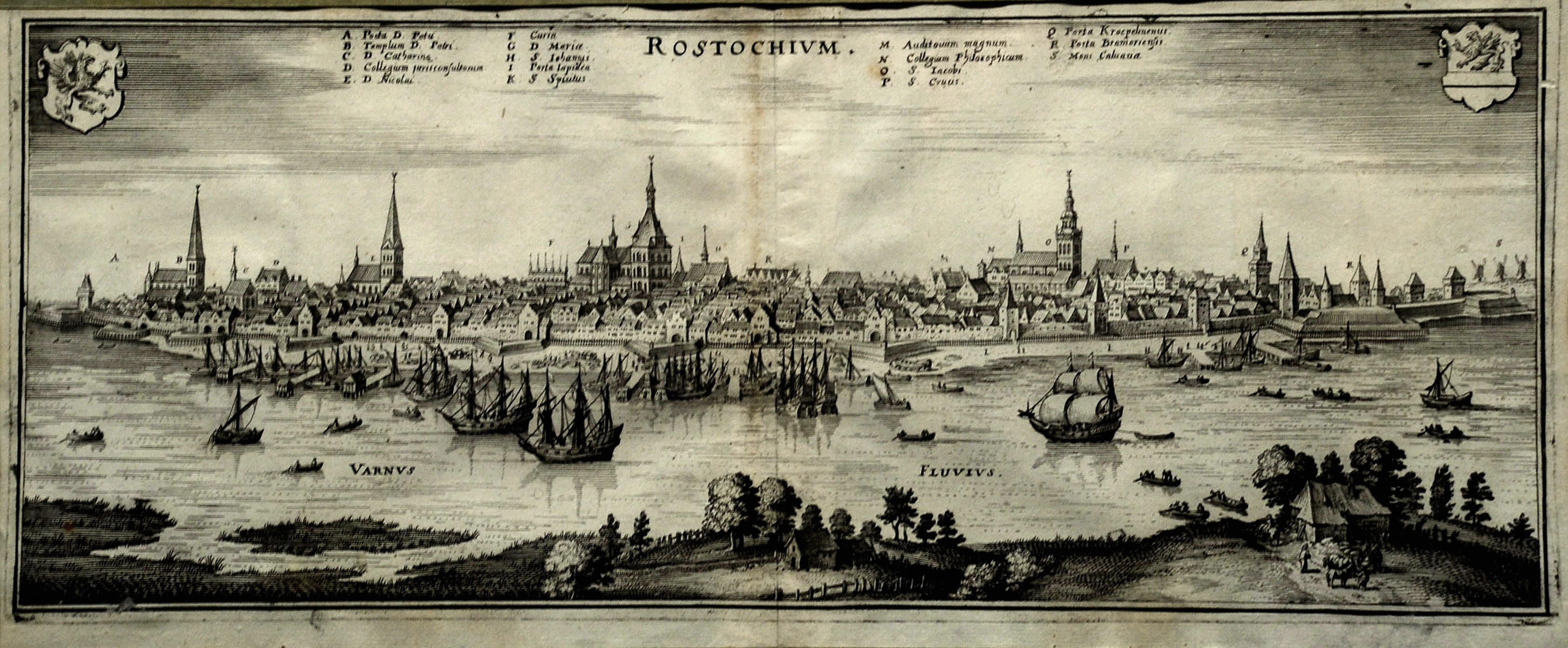
Rostock en el Siglo XVIII (1650)
Rostock 1780-1790Rostock 1780-1790
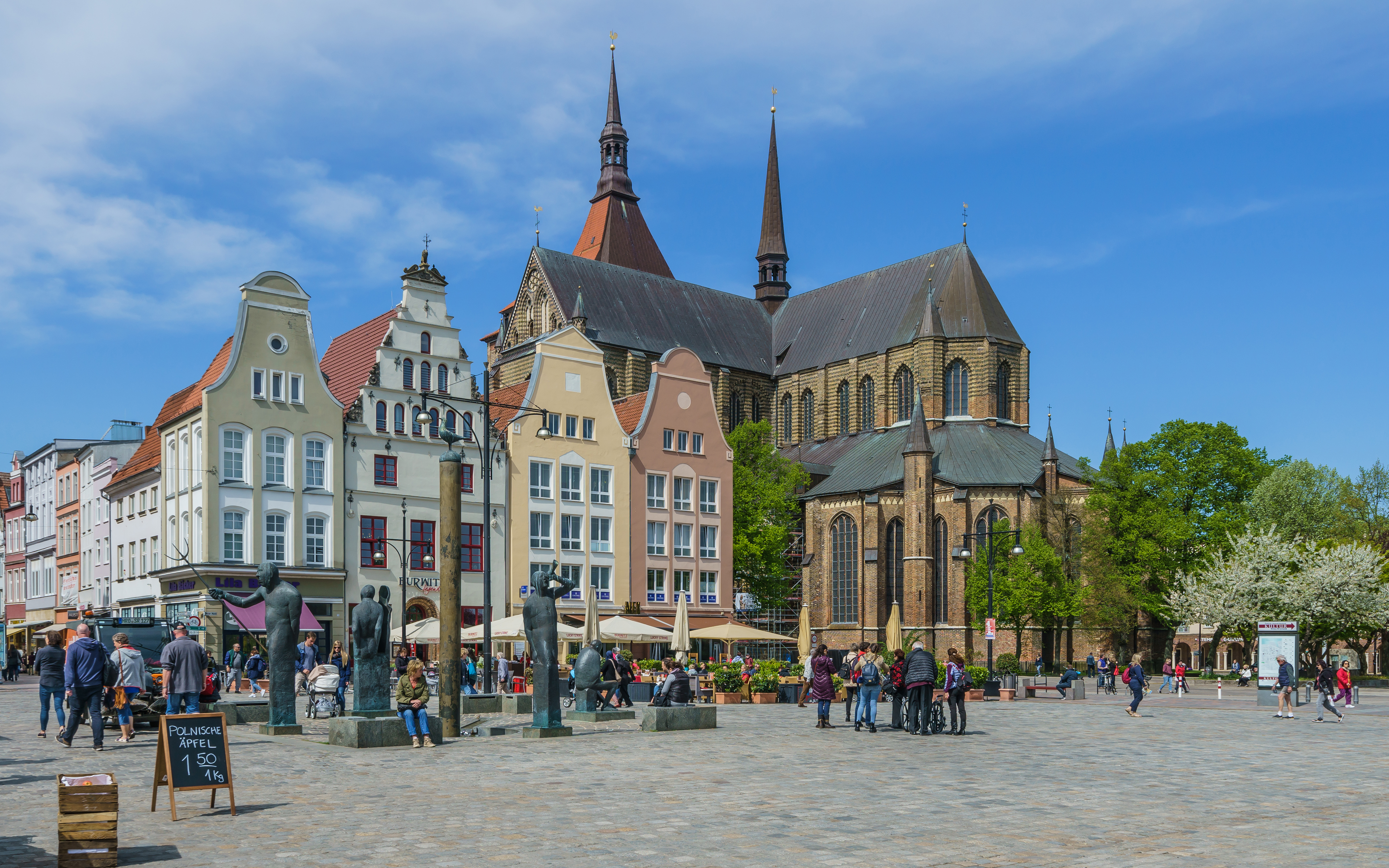
Coloridas casas con frontones de Rostock
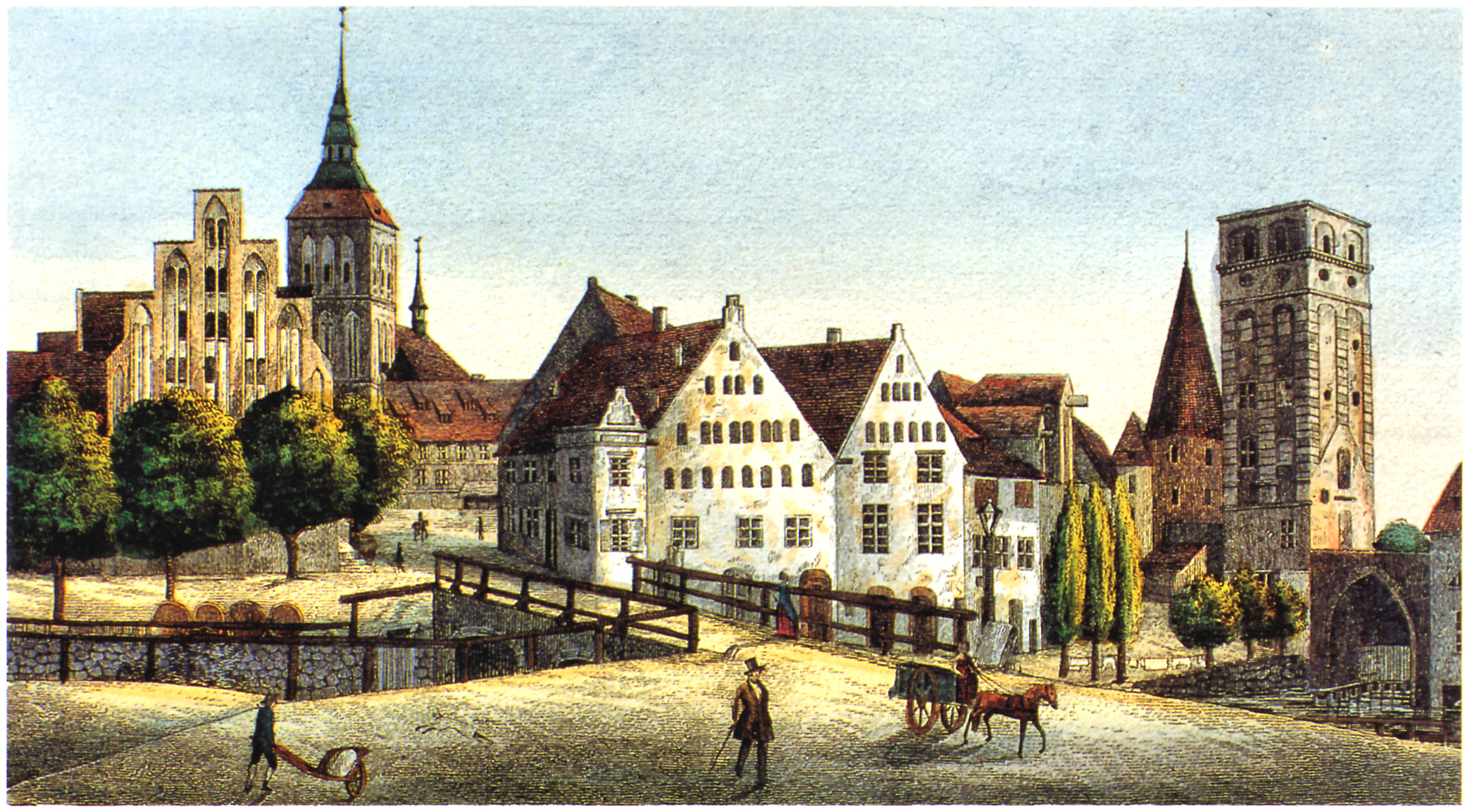
Representación de Rostock en 1845
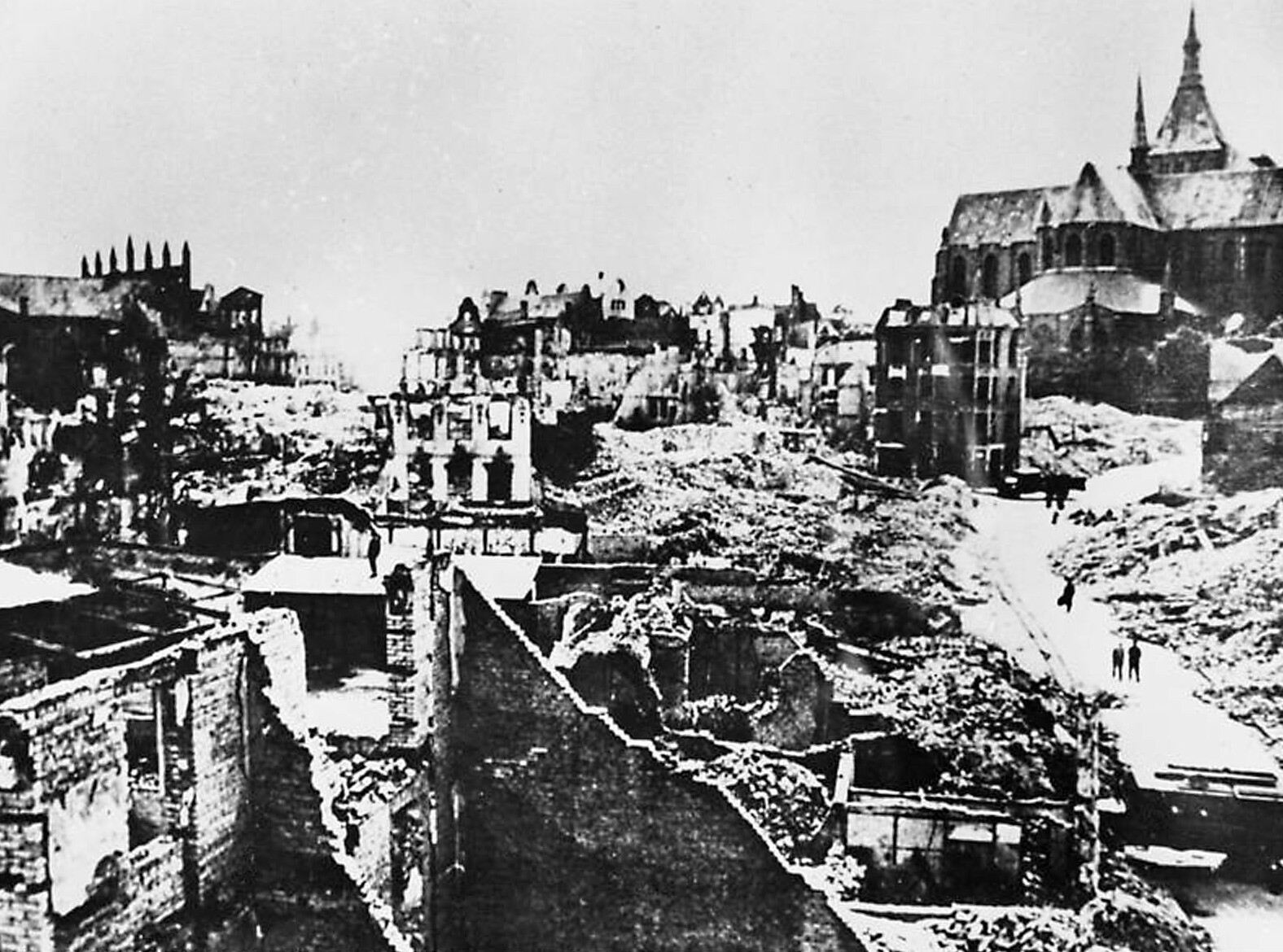
Daños por bomba en Rostock, 1942
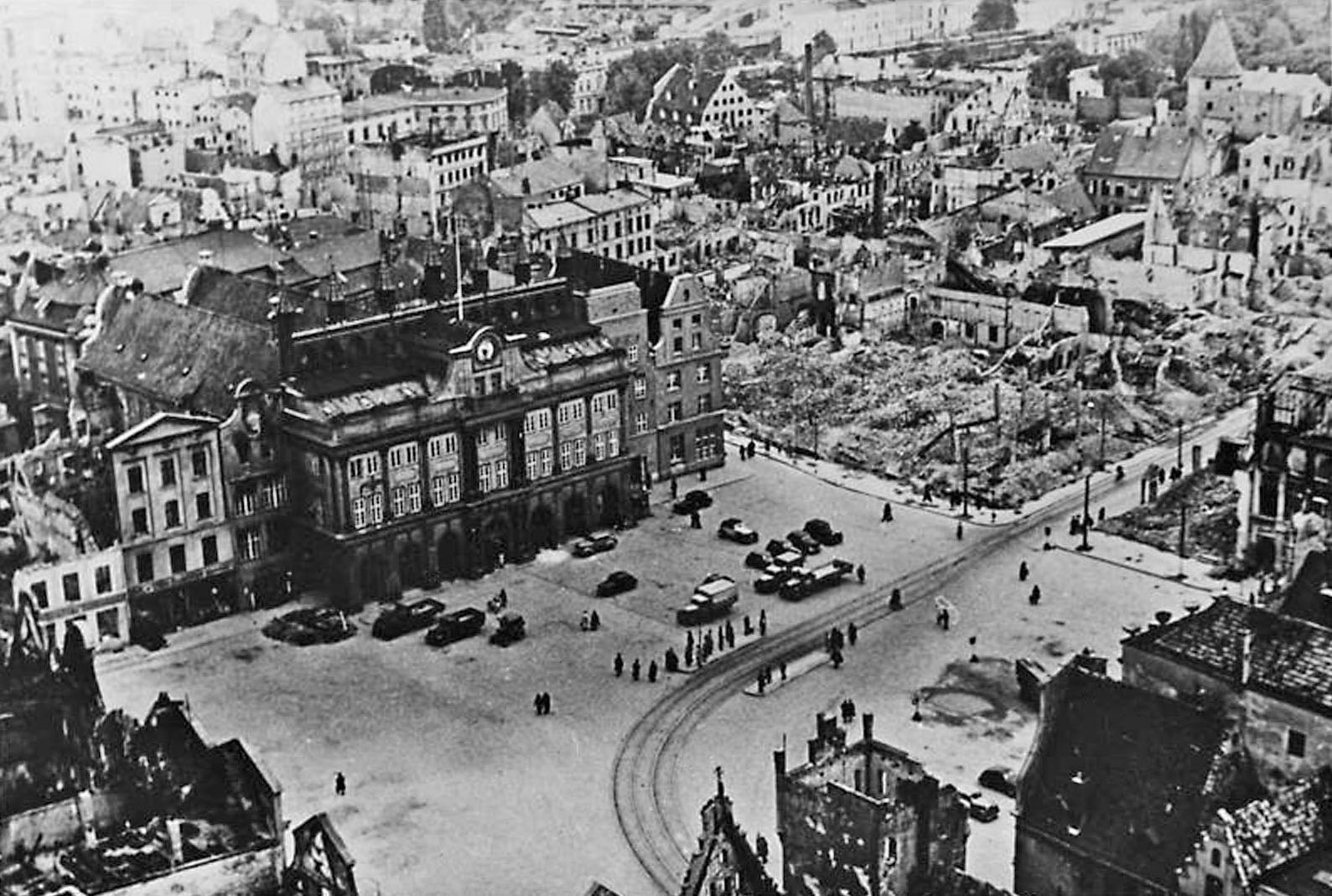
Ayuntamiento, Plaza del Mercado después de la guerra
- Rostock en 2011Rostock en 2011
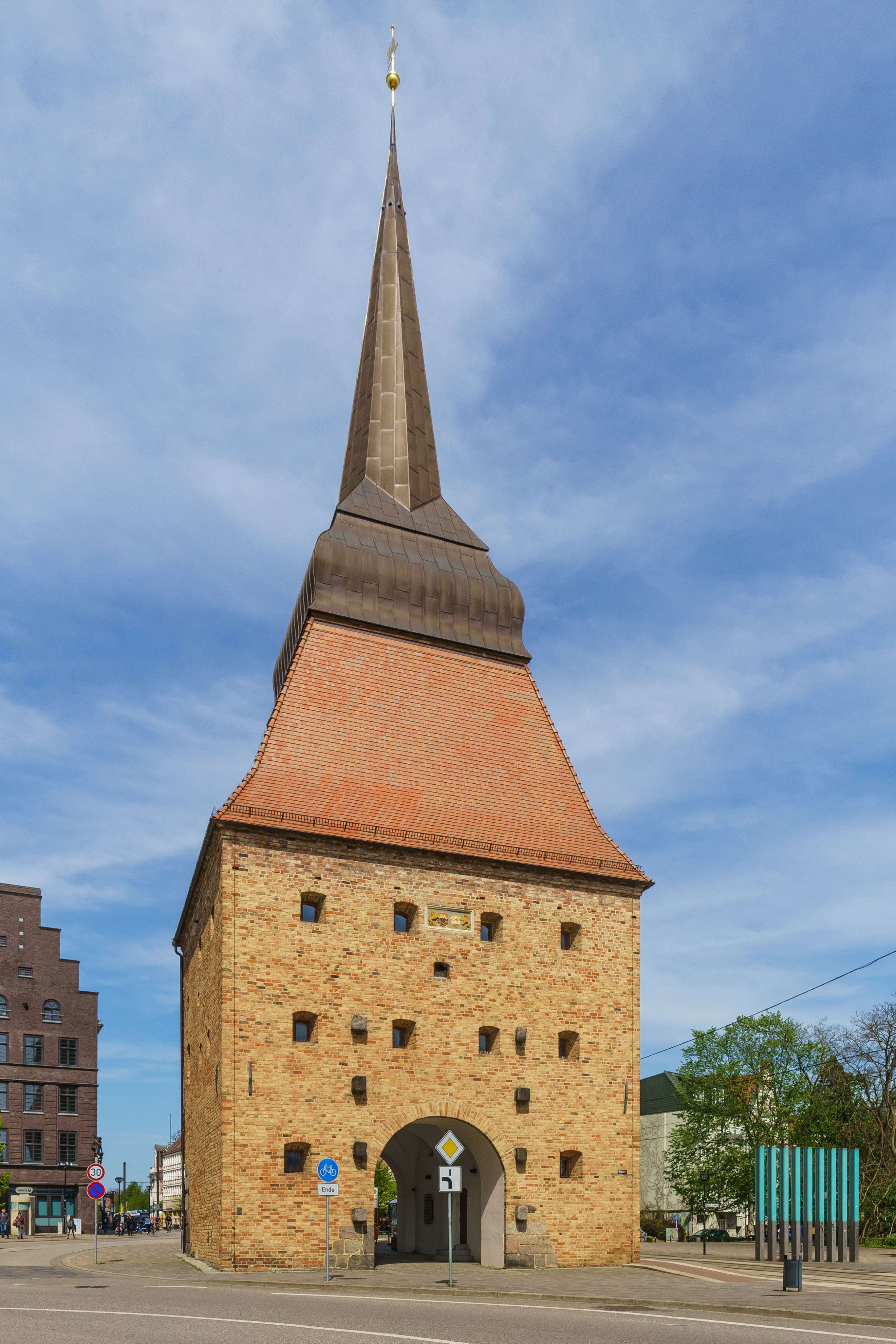
La puerta de la ciudad Steintor del siglo XVI
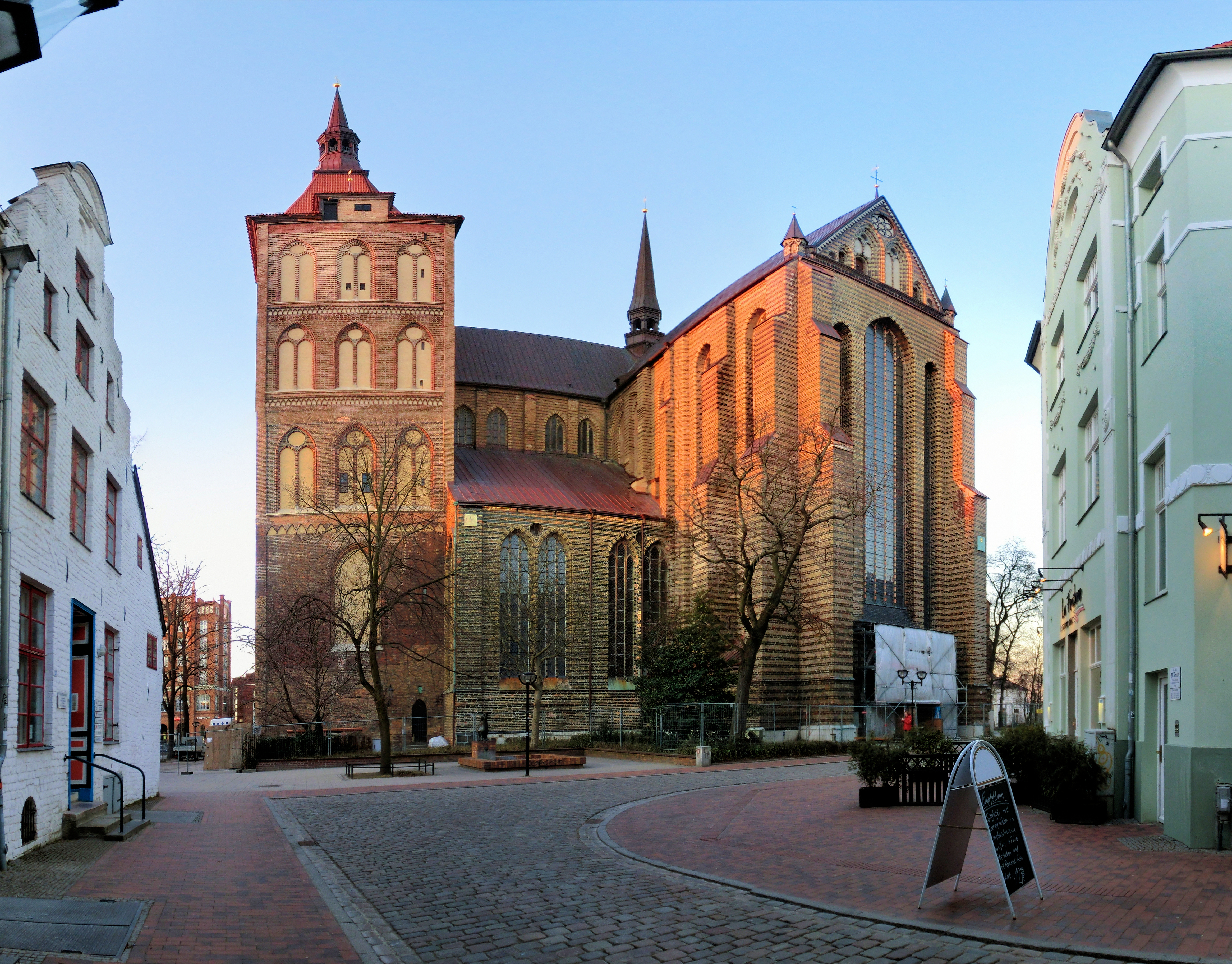
Iglesia de Santa María (Marienkirche), 2011

## Ciudades hermanadas
- Amberes (Bélgica, 1963)
- Aarhus (Dinamarca, 1964)
- Bergen (Noruega, 1965)
- Bremen (Alemania, 1987)
- Dalian (China, 1988)
- Dunkerque (Francia, 2000)
- Gotemburgo (Suecia, 1965)
- Guldborgsund (Dinamarca, 2014)
- Raleigh (Estados Unidos, 2001)
- Riga (Letonia, 1961)
- Rijeka (Croacia, 1966)
- Szczecin (Polonia, 1957)
- Turku (Finlandia, 1959)
- Varna (Bulgaria, 1966)[8]